# ジョン・ラッセンホップ
ジョン・ラッセンホップ（John Luessenhop）は、アメリカ合衆国の映画監督である。

## 経歴
バージニア大学、ジョージタウン大学ローセンター、カリフォルニア大学ロサンゼルス校映画学部、ニューヨーク大学映画学部を卒業。2000年、『ロックダウン』で長編映画監督デビューを果たす。2010年、アクション映画『テイカーズ』を手がける。

## フィルモグラフィー

### 映画
- ロックダウン（2000年）
- テイカーズ（2010年）
- 飛びだす 悪魔のいけにえ レザーフェイス一家の逆襲（2013年）